# جورج غوشن، أول فيكونت غوشن
جورج يواكيم غوشن، أول فيكونت غوشن (10 أغسطس 1831 -7 فبراير 1907) هو رجل دولة ورجل أعمال بريطاني، أفضل ما يُذكر عنه «نسيانه» من قبل اللورد راندولف تشرشل، كان في المجلس الخاص المُكرَّم لدى جلالة الملكة، ونائبًا ملازمًا، وحاز على زمالة الأكاديمية البريطانية. كان في البداية ليبراليًا، ثم وحدويًا ليبراليًا قبل انضمامه إلى حزب المحافظين في عام 1893.
عندما كان مستشارًا للخزانة، قدم في عام 1888 صيغة غوشن لتخصيص التمويل لاسكتلندا وأيرلندا.

## الخلفية، والتعليم، والعمل الوظيفي
ولد في لندن، وهو ابن فيلهلم هاينريش (ويليام هنري) غوشن، الذي هاجر من لايبزيغ. كان جده جورج يواكيم غوشن صاحب مطبعة ألمانية بارز. تلقى تعليمه في مدرسة الرغبي تحت إشراف تايت، وفي كلية أوريل بجامعة أكسفورد، إذ حصل على المرتبة الأولى في ليتراي هيومنيورس. التحق بشركة والده فرولينغ وغوشن التابعة لأوستن فريارز في عام 1853، وبعد ثلاث سنوات أصبح مديرًا لبنك إنجلترا. منذ عام 1874 وحتى عام 1880، كان غوشن حاكمًا (رئيس الشركة) لشركة خليج هدسون، أقدم شركة في أمريكا الشمالية (تأسست بموجب امتياز ملكي إنجليزي عام 1670).

## الحياة السياسية 1863-1885
في عام 1863 عاد دون معارضة واعتبِر واحدًا من أربعة نواب عن مدينة لندن من أجل المصلحة الليبرالية، وأعيد انتخابه في عام 1865. في نوفمبر من نفس العام، عُين نائبًا لرئيس مجلس التجارة والأمين العام للدفع، وفي يناير 1866 عُين مستشارًا لدوقية لانكستر، مع مقعد في مجلس الوزراء. عندما أصبح غلادستون رئيسًا للوزراء في ديسمبر 1868، انضم غوشن إلى مجلس الوزراء باعتباره رئيسًا لمجلس قانون الفقراء، حتى مارس عام 1871، عندما خلف تشايلدرز بصفته اللورد الأول للأميرالية. في الانتخابات العامة لعام 1874، كان الليبرالي الوحيد الذي عاد إلى مدينة لندن، وبأغلبية ضئيلة. كان قد أرسل إلى القاهرة عام 1876 كمندوب لحاملي السندات المصرية البريطانيين عام 1876، وأبرم اتفاقية مع الخديوي لترتيب تحويل الدين.
في عام 1878 منعته وجهات نظره بشأن مسألة حق الانتخاب في الإقليم من التصويت على نحو متسق مع حزبه. ومع تزايد محافظة مدينة لندن، لم يترشح غوشن للانتخابات العامة التي جرت في عام 1880، ولكنه عاد بدلًا من ذلك إلى ريبون في يوركشاير، والتي كان يمثلها حتى عام 1885، عندما عاد إلى إدنبره الشرقية. رفض الانضمام إلى حكومة غلادستون عام 1880 ورفض منصب الحاكم العام في الهند، لكنه أصبح سفيرًا خاصًا في الباب العالي، وهناك حسم مسائل الحدود اليونانية والجبل الأسود في عامي 1880 و1881. عُيِّن مفوضًا كنسيًا في عام 1882. عندما رُقي السير هنري براند إلى رتبة النبلاء في عام 1884، عُرض على غوشن دور رئيس مجلس العموم، لكنه رفض. خلال البرلمان 1880-1885، وجد نفسه في كثير من الأحيان على خلاف مع حزبه، وخاصة فيما يتعلق بتوسيع حق الانتخاب ومسائل السياسة الخارجية. عندما تبنى غلادستون نظام الحكم الذاتي لأيرلندا، اتبع غوشن اللورد هارتينغتون (بعد ذلك دوق ديفونشاير الثامن) وأصبح أحد أكثر الوحدويين الليبراليين نشاطًا. فشل في الاحتفاظ بمقعده لإدنبره في انتخابات يوليو من ذلك العام.

## حياته السياسية 1895 -1907
منذ عام 1895 وحتى عام 1900، كان غوشن أول لورد للأميرالية. تقاعد في عام 1900 وترقى إلى رتبة النبلاء باسم فيكونت غوشن من هوكهارست، كنت. على الرغم من تقاعده عن نشاطه السياسي، لكنه استمر في الاهتمام بالشؤون العامة، وعندما بدأ تشامبرلين حركة إصلاح التعريفات الجمركية في عام 1903، كان اللورد غوشن من أقوى مؤيدي التجارة الحرة على الجانب الوحدوي.